# Circuit Het Nieuwsblad 2025
Le Circuit Het Nieuwsblad 2025 (officiellement Omloop Het Nieuwsblad 2025) est la 80e édition de cette course cycliste sur route masculine. Il a lieu le 1er mars 2025 entre Gand et Ninove dans la Région flamande, en Belgique, et fait partie du calendrier UCI World Tour 2025 en catégorie 1.UWT.

## Présentation

### Parcours
La course donne le coup d'envoi de la saison des classiques flandriennes sur un parcours de 197 kilomètres dans la province de Flandre Orientale. Elle commence dans la ville de Gand et se termine sur Elisabethlaan à Ninove.
Au total, onze monts, dont certains sont pavés, sont au programme de l'épreuve. Les deux derniers monts à gravir sont le Mur de Grammont dont le sommet se situe à 15,7 km de l'arrivée et le Bosberg à 11,8 km du terme.

### Équipes
25 équipes sont au départ de la course, avec les 18 UCI WorldTeams et 7 UCI ProTeams : 
| WorldTeams (18)- EF Education-EasyPost - Bahrain-Victorious - Red Bull-BORA-hansgrohe - XDS Astana Team - Cofidis - UAE Team Emirates XRG - Lidl-Trek - Soudal Quick-Step - Arkéa-B&B Hotels - Team Visma \| Lease a Bike - Decathlon AG2R La Mondiale Team - Movistar Team - Groupama-FDJ - Team Picnic-PostNL - Alpecin-Deceuninck - Ineos Grenadiers - Intermarché-Wanty - Team Jayco AlUla ProTeams (7)- Lotto - Q36.5 Pro Cycling Team - Team Flanders-Baloise - Israel-Premier Tech - Uno-X Mobility - Tudor Pro Cycling Team - Unibet Tietema Rockets |
| |

### Favoris
Jan Tratnik, le vainqueur sortant, fait désormais partie de l'équipe Red Bull-Bora-Hansgrohe. Son ancienne équipe, Visma Laese a Bike, semble être très solide avec plusieurs favoris au départ : Wout van Aert, Matteo Jorgenson et Tiesj Benoot. Parmi les autres favoris, on peut citer Jasper Philipsen (Alpecin-Deceuninck), le champion de Belgique Arnaud De Lie (Lotto), Tom Pidcock (Q36.5), Stefan Kung (Groupama-FDJ), Laurenz Rex (Intermarché Wanty), Paul Magnier (Soudal Quick Step), Toms Skujiņš et Jasper Stuyven (Lidl Trek), Jhonatan Narváez, António Morgado, Nils Politt et Tim Wellens (UAE Emirates XRG).

## Déroulement de la course
Sept coureurs échappés depuis le km 0 font la course en tête, comptent jusqu'à sept minutes d'avance mais sont repris à une trentaine de kilomètres de l'arrivée. La course est nerveuse avec plusieurs groupes qui se font et se défont. Le Mur de Grammont puis le Bosberg ne provoquent pas de cassures suffisantes et les favoris, à l'exception d'Arnaud De Lie, victime d'ennuis mécaniques, sont tous présents. À 10 kilomètres du terme, Stefan Küng attaque seul et essaie de résister au retour du peloton mais il est repris un peu avant la flamme rouge. Un peloton d'une cinquante d'hommes se dispute la victoire à Ninove. Tout en puissance, Søren Wærenskjold l'emporte devant deux des favoris, Paul Magnier et Jasper Philipsen.

## Classements

### Classement final
| \| Classement général \| Classement général \| Classement général \| Classement général \| Classement général \| \| Coureur \| Coureur \| Pays \| Équipe \| Temps \| \| ------------------ \| ------------------- \| ------------------ \| ---------------------- \| ------------------ \| \| 1er \| Søren Wærenskjold \| Norvège \| Uno-X Mobility \| 4 h 37 min 53 s \| \| 2e \| Paul Magnier \| France \| Soudal Quick-Step \| + 0 s \| \| 3e \| Jasper Philipsen \| Belgique \| Alpecin-Deceuninck \| + 0 s \| \| 4e \| Brent Van Moer \| Belgique \| Lotto \| + 0 s \| \| 5e \| Samuel Watson \| Royaume-Uni \| Ineos Grenadiers \| + 0 s \| \| 6e \| Lukáš Kubiš \| Slovaquie \| Unibet Tietema Rockets \| + 0 s \| \| 7e \| Piet Allegaert \| Belgique \| Cofidis \| + 0 s \| \| 8e \| Vincenzo Albanese \| Italie \| EF Education-EasyPost \| + 0 s \| \| 9e \| Marijn van den Berg \| Pays-Bas \| EF Education-EasyPost \| + 0 s \| \| 10e \| Lewis Askey \| Royaume-Uni \| Groupama-FDJ \| + 0 s \| |                     |             |                        |                 |
| |                     |             |                        |                 |
| Source : ProCyclingStats |                     |             |                        |                 |
| Classement général |                     |             |                        |                 |
| Coureur | Coureur             | Pays        | Équipe                 | Temps           |
| 1er | Søren Wærenskjold   | Norvège     | Uno-X Mobility         | 4 h 37 min 53 s |
| 2e | Paul Magnier        | France      | Soudal Quick-Step      | + 0 s           |
| 3e | Jasper Philipsen    | Belgique    | Alpecin-Deceuninck     | + 0 s           |
| 4e | Brent Van Moer      | Belgique    | Lotto                  | + 0 s           |
| 5e | Samuel Watson       | Royaume-Uni | Ineos Grenadiers       | + 0 s           |
| 6e | Lukáš Kubiš         | Slovaquie   | Unibet Tietema Rockets | + 0 s           |
| 7e | Piet Allegaert      | Belgique    | Cofidis                | + 0 s           |
| 8e | Vincenzo Albanese   | Italie      | EF Education-EasyPost  | + 0 s           |
| 9e | Marijn van den Berg | Pays-Bas    | EF Education-EasyPost  | + 0 s           |
| 10e | Lewis Askey         | Royaume-Uni | Groupama-FDJ           | + 0 s           |

### Classement UCI
La course attribue des points au Classement mondial UCI 2025 selon le barème suivant :
| Position           | 1er | 2e  | 3e  | 4e  | 5e  | 6e  | 7e | 8e | 9e | 10e | 11e | 12e | 13e | 14e | 15e à 20e | 21e à 30e | 31e à 50e | 51e à 55e | 56e à 60e |
| Classement général | 300 | 250 | 215 | 175 | 120 | 115 | 95 | 75 | 60 | 50  | 40  | 35  | 30  | 25  | 20        | 12        | 5         | 2         | 1         |

## Liste de participants
| Légende | Légende                                                                    | Légende | Légende                                                    |
| ------- | -------------------------------------------------------------------------- | ------- | ---------------------------------------------------------- |
| Num     | Dossard de départ porté par le coureur sur ce Circuit Het Nieuwsblad       | Pos     | Position à l'arrivée de la course                          |
|         | Indique un maillot de champion national ou mondial, suivi de sa spécialité | NP      | Indique un coureur qui n'a pas pris le départ de la course |
| AB      | Indique un coureur qui n'a pas terminé la course                           | HD      | Indique un coureur qui a terminé la course hors des délais |

| Red Bull-Bora-Hansgrohe RBH                          | Red Bull-Bora-Hansgrohe RBH | Red Bull-Bora-Hansgrohe RBH |
| ---------------------------------------------------- | --------------------------- | --------------------------- |
| Num                                                  | Coureur                     | Pos                         |
| 1                                                    | Jan Tratnik (SLO)           | 59e                         |
| 2                                                    | Roger Adrià (ESP)           | 23e                         |
| 3                                                    | Ryan Mullen (IRL)           | AB                          |
| 4                                                    | Oier Lazkano (ESP)          | 126e                        |
| 5                                                    | Jordi Meeus (BEL)           | AB                          |
| 6                                                    | Mick van Dijke (NED)        | 26e                         |
| 7                                                    | Tim van Dijke (NED)         | 15e                         |
| Directeur sportif : Roger Hammond, Heinrich Haussler |                             |                             |

| Team Visma \| Lease a Bike TVL                        | Team Visma \| Lease a Bike TVL | Team Visma \| Lease a Bike TVL |
| ----------------------------------------------------- | ------------------------------ | ------------------------------ |
| Num                                                   | Coureur                        | Pos                            |
| 11                                                    | Wout van Aert (BEL)            | 11e                            |
| 12                                                    | Edoardo Affini (ITA)           | 151e                           |
| 13                                                    | Tiesj Benoot (BEL)             | 44e                            |
| 14                                                    | Matthew Brennan (GBR)          | 69e                            |
| 15                                                    | Victor Campenaerts (BEL)       | 132e                           |
| 16                                                    | Per Strand Hagenes (NOR)       | 124e                           |
| 17                                                    | Matteo Jorgenson (USA)         | 52e                            |
| Directeur sportif : Arthur van Dongen, Richard Plugge |                                |                                |

| Alpecin-Deceuninck ADC                                    | Alpecin-Deceuninck ADC  | Alpecin-Deceuninck ADC |
| --------------------------------------------------------- | ----------------------- | ---------------------- |
| Num                                                       | Coureur                 | Pos                    |
| 21                                                        | Jasper Philipsen (BEL)  | 3e                     |
| 22                                                        | Silvan Dillier (SUI)    | 103e                   |
| 23                                                        | Robbe Ghys (BEL)        | 134e                   |
| 24                                                        | Kaden Groves (AUS)      | 65e                    |
| 25                                                        | Xandro Meurisse (BEL)   | 63e                    |
| 26                                                        | Oscar Riesebeek (NED)   | 125e                   |
| 27                                                        | Gianni Vermeersch (BEL) | 49e                    |
| Directeur sportif : Christoph Roodhooft, Frederik Willems |                         |                        |

| Intermarché-Wanty IWA                            | Intermarché-Wanty IWA           | Intermarché-Wanty IWA |
| ------------------------------------------------ | ------------------------------- | --------------------- |
| Num                                              | Coureur                         | Pos                   |
| 31                                               | Arne Marit (BEL)                | 66e                   |
| 32                                               | Vito Braet (BEL)                | 34e                   |
| 33                                               | Luca Van Boven (BEL)            | 54e                   |
| 34                                               | Adrien Petit (FRA)              | AB                    |
| 35                                               | Laurenz Rex (BEL)               | 30e                   |
| 36                                               | Jonas Rutsch (GER)              | 41e                   |
| 37                                               | Roel van Sintmaartensdijk (NED) | AB                    |
| Directeur sportif : Dimitri Claeys, Aike Visbeek |                                 |                       |

| Soudal Quick-Step SOQ                            | Soudal Quick-Step SOQ   | Soudal Quick-Step SOQ |
| ------------------------------------------------ | ----------------------- | --------------------- |
| Num                                              | Coureur                 | Pos                   |
| 41                                               | Yves Lampaert (BEL)     | 51e                   |
| 42                                               | Pepijn Reinderink (NED) | 109e                  |
| 43                                               | Pascal Eenkhoorn (NED)  | 57e                   |
| 44                                               | Gil Gelders (BEL)       | 114e                  |
| 45                                               | Paul Magnier (FRA)      | 2e                    |
| 46                                               | Casper Pedersen (DEN)   | 35e                   |
| 47                                               | Dries Van Gestel (BEL)  | 64e                   |
| Directeur sportif : Iljo Keisse, Geert Van Bondt |                         |                       |

| Arkéa-B&B Hotels ARK                                  | Arkéa-B&B Hotels ARK   | Arkéa-B&B Hotels ARK |
| ----------------------------------------------------- | ---------------------- | -------------------- |
| Num                                                   | Coureur                | Pos                  |
| 51                                                    | Jenthe Biermans (BEL)  | 29e                  |
| 52                                                    | Amaury Capiot (BEL)    | 21e                  |
| 53                                                    | Donavan Grondin (FRA)  | AB                   |
| 54                                                    | Giosuè Epis (ITA)      | 97e                  |
| 55                                                    | Miles Scotson (AUS)    | 143e                 |
| 56                                                    | Florian Sénéchal (FRA) | 108e                 |
| 57                                                    | Pierre Thierry (FRA)   | 83e                  |
| Directeur sportif : Sébastien Hinault, Mickaël Leveau |                        |                      |

| Bahrain Victorious TBV                                                 | Bahrain Victorious TBV | Bahrain Victorious TBV |
| ---------------------------------------------------------------------- | ---------------------- | ---------------------- |
| Num                                                                    | Coureur                | Pos                    |
| 61                                                                     | Matej Mohorič (SLO)    | 150e                   |
| 62                                                                     | Roman Ermakov (RUS)    | 87e                    |
| 63                                                                     | Matevž Govekar (SLO)   | 152e                   |
| 64                                                                     | Kamil Gradek (POL)     | 113e                   |
| 65                                                                     | Andrea Pasqualon (ITA) | 74e                    |
| 66                                                                     | Robert Stannard (AUS)  | 102e                   |
| 67                                                                     | Fred Wright (GBR)      | 39e                    |
| Directeur sportif : Aart Vierhouten, Michał Gołaś, Vladimir Miholjević |                        |                        |

| Cofidis COF                          | Cofidis COF          | Cofidis COF |
| ------------------------------------ | -------------------- | ----------- |
| Num                                  | Coureur              | Pos         |
| 71                                   | Dylan Teuns (BEL)    | 45e         |
| 72                                   | Piet Allegaert (BEL) | 7e          |
| 73                                   | Bryan Coquard (FRA)  | 136e        |
| 74                                   | Aimé De Gendt (BEL)  | 127e        |
| 75                                   | Alexis Renard (FRA)  | 14e         |
| 76                                   | Ludovic Robeet (BEL) | 149e        |
| 77                                   | Nolann Mahoudo (FRA) | 139e        |
| Directeur sportif : Thierry Marichal |                      |             |

| Decathlon-AG2R La Mondiale DAT               | Decathlon-AG2R La Mondiale DAT | Decathlon-AG2R La Mondiale DAT |
| -------------------------------------------- | ------------------------------ | ------------------------------ |
| Num                                          | Coureur                        | Pos                            |
| 81                                           | Oliver Naesen (BEL)            | 22e                            |
| 82                                           | Stefan Bissegger (SUI)         | 25e                            |
| 83                                           | Dries De Bondt (BEL)           | 77e                            |
| 84                                           | Rasmus Søjberg (DEN)           | 13e                            |
| 85                                           | Stan Dewulf (BEL)              | 33e                            |
| 86                                           | Tord Gudmestad (NOR)           | 123e                           |
| 87                                           | Gianluca Pollefliet (BEL)      | 146e                           |
| Directeur sportif : Julien Jurdie, Luke Rowe |                                |                                |

| EF Education-EasyPost EFE                        | EF Education-EasyPost EFE | EF Education-EasyPost EFE |
| ------------------------------------------------ | ------------------------- | ------------------------- |
| Num                                              | Coureur                   | Pos                       |
| 91                                               | Kasper Asgreen (DEN)      | 40e                       |
| 92                                               | Vincenzo Albanese (ITA)   | 8e                        |
| 93                                               | Owain Doull (GBR)         | 92e                       |
| 94                                               | Mikkel Honoré (DEN)       | 62e                       |
| 95                                               | Madis Mihkels (EST)       | AB                        |
| 96                                               | Marijn van den Berg (NED) | 9e                        |
| 97                                               | Michael Valgren (DEN)     | 130e                      |
| Directeur sportif : Ken Vanmarcke, Andreas Klier |                           |                           |

| Groupama-FDJ GFC                                  | Groupama-FDJ GFC            | Groupama-FDJ GFC |
| ------------------------------------------------- | --------------------------- | ---------------- |
| Num                                               | Coureur                     | Pos              |
| 101                                               | Stefan Küng (SUI)           | 32e              |
| 102                                               | Lewis Askey (GBR)           | 10e              |
| 103                                               | Sven Erik Bystrøm (NOR)     | 75e              |
| 104                                               | Kevin Geniets (LUX) (route) | 37e              |
| 105                                               | Johan Jacobs (SUI)          | 141e             |
| 106                                               | Olivier Le Gac (FRA)        | 107e             |
| 107                                               | Clément Russo (FRA)         | 104e             |
| Directeur sportif : Frédéric Guesdon, Marc Madiot |                             |                  |

| Ineos Grenadiers IGD                              | Ineos Grenadiers IGD | Ineos Grenadiers IGD |
| ------------------------------------------------- | -------------------- | -------------------- |
| Num                                               | Coureur              | Pos                  |
| 111                                               | Bob Jungels (LUX)    | 119e                 |
| 112                                               | Kim Heiduk (GER)     | 116e                 |
| 113                                               | Artem Shmidt (USA)   | 98e                  |
| 114                                               | Connor Swift (GBR)   | 118e                 |
| 115                                               | Joshua Tarling (GBR) | 47e                  |
| 116                                               | Ben Turner (GBR)     | 121e                 |
| 117                                               | Samuel Watson (GBR)  | 5e                   |
| Directeur sportif : Ian Stannard, Christian Knees |                      |                      |

| Lidl-Trek LTK                                   | Lidl-Trek LTK             | Lidl-Trek LTK |
| ----------------------------------------------- | ------------------------- | ------------- |
| Num                                             | Coureur                   | Pos           |
| 121                                             | Jasper Stuyven (BEL)      | 48e           |
| 122                                             | Tim Declercq (BEL)        | 95e           |
| 123                                             | Daan Hoole (NED)          | 106e          |
| 124                                             | Edward Theuns (BEL)       | 122e          |
| 125                                             | Toms Skujiņš (LAT)        | 31e           |
| 126                                             | Mathias Vacek (CZE)       | 16e           |
| 127                                             | Tim Torn Teutenberg (GER) | 147e          |
| Directeur sportif : Michael Schär, Grégory Rast |                           |               |

| Movistar Team MOV                    | Movistar Team MOV         | Movistar Team MOV |
| ------------------------------------ | ------------------------- | ----------------- |
| Num                                  | Coureur                   | Pos               |
| 131                                  | Iván García Cortina (ESP) | 81e               |
| 132                                  | Orluis Aular (VEN)        | 111e              |
| 133                                  | Jon Barrenetxea (ESP)     | 82e               |
| 134                                  | Davide Cimolai (ITA)      | AB                |
| 135                                  | Lorenzo Milesi (ITA)      | AB                |
| 136                                  | Manlio Moro (ITA)         | 155e              |
| 137                                  | Mathias Norsgaard (DEN)   | 138e              |
| Directeur sportif : Jürgen Roelandts |                           |                   |

| Team Jayco AlUla JAY                               | Team Jayco AlUla JAY   | Team Jayco AlUla JAY |
| -------------------------------------------------- | ---------------------- | -------------------- |
| Num                                                | Coureur                | Pos                  |
| 141                                                | Robert Donaldson (GBR) | 89e                  |
| 142                                                | Anders Foldager (DEN)  | 90e                  |
| 143                                                | Jelte Krijnsen (NED)   | 73e                  |
| 144                                                | Kelland O'Brien (AUS)  | 80e                  |
| 145                                                | Elmar Reinders (NED)   | 27e                  |
| 146                                                | Campbell Stewart (NZL) | 153e                 |
| 147                                                | Jasha Sütterlin (GER)  | 154e                 |
| Directeur sportif : Mathew Hayman, Tristan Hoffman |                        |                      |

| Team Picnic-PostNL TPP                        | Team Picnic-PostNL TPP    | Team Picnic-PostNL TPP |
| --------------------------------------------- | ------------------------- | ---------------------- |
| Num                                           | Coureur                   | Pos                    |
| 151                                           | John Degenkolb (GER)      | 104e                   |
| 152                                           | Alexander Edmondson (AUS) | NP                     |
| 153                                           | Sean Flynn (GBR)          | 76e                    |
| 154                                           | Enzo Leijnse (NED)        | 61e                    |
| 155                                           | Tim Naberman (NED)        | AB                     |
| 156                                           | Patrick Eddy (AUS)        | AB                     |
| 157                                           | Julius van den Berg (NED) | 60e                    |
| Directeur sportif : Pim Ligthart, Rudie Kemna |                           |                        |

| UAE Team Emirates XRG UAD         | UAE Team Emirates XRG UAD      | UAE Team Emirates XRG UAD |
| --------------------------------- | ------------------------------ | ------------------------- |
| Num                               | Coureur                        | Pos                       |
| 161                               | Nils Politt (GER)              | 50e                       |
| 162                               | Mikkel Bjerg (DEN)             | 70e                       |
| 163                               | Rune Herregodts (BEL)          | 100e                      |
| 164                               | Jhonatan Narváez (ECU) (route) | 43e                       |
| 165                               | António Morgado (POR)          | 42e                       |
| 166                               | Florian Vermeersch (BEL)       | 140e                      |
| 167                               | Tim Wellens (BEL)              | 46e                       |
| Directeur sportif : Marco Marcato |                                |                           |

| XDS Astana Team XAT                                | XDS Astana Team XAT           | XDS Astana Team XAT |
| -------------------------------------------------- | ----------------------------- | ------------------- |
| Num                                                | Coureur                       | Pos                 |
| 171                                                | Davide Ballerini (ITA)        | 137e                |
| 172                                                | Alberto Bettiol (ITA) (route) | 115e                |
| 173                                                | Cees Bol (NED)                | 18e                 |
| 174                                                | Michele Gazzoli (ITA)         | 105e                |
| 175                                                | Alessandro Romele (ITA)       | 110e                |
| 176                                                | Ide Schelling (NED)           | 129e                |
| 177                                                | Mike Teunissen (NED)          | 19e                 |
| Directeur sportif : Lorenzo Lapage, Stefano Zanini |                               |                     |

| Israel-Premier Tech IPT                           | Israel-Premier Tech IPT | Israel-Premier Tech IPT |
| ------------------------------------------------- | ----------------------- | ----------------------- |
| Num                                               | Coureur                 | Pos                     |
| 181                                               | Joseph Blackmore (GBR)  | 93e                     |
| 182                                               | Guillaume Boivin (CAN)  | AB                      |
| 183                                               | Matîs Louvel (FRA)      | 28e                     |
| 184                                               | Riley Pickrell (CAN)    | AB                      |
| 185                                               | Riley Sheehan (USA)     | 99e                     |
| 186                                               | Jake Stewart (GBR)      | 20e                     |
| 187                                               | Tom Van Asbroeck (BEL)  | 71e                     |
| Directeur sportif : Eric Van Lancker, Steve Bauer |                         |                         |

| Lotto LTD                                    | Lotto LTD                   | Lotto LTD |
| -------------------------------------------- | --------------------------- | --------- |
| Num                                          | Coureur                     | Pos       |
| 191                                          | Arnaud De Lie (BEL) (route) | 85e       |
| 192                                          | Lionel Taminiaux (BEL)      | 135e      |
| 193                                          | Cédric Beullens (BEL)       | 91e       |
| 194                                          | Jasper De Buyst (BEL)       | 131e      |
| 195                                          | Sébastien Grignard (BEL)    | 88e       |
| 196                                          | Arjen Livyns (BEL)          | 17e       |
| 197                                          | Brent Van Moer (BEL)        | 4e        |
| Directeur sportif : Dirk Demol, Nikolas Maes |                             |           |

| Uno-X Mobility UXM                                                      | Uno-X Mobility UXM            | Uno-X Mobility UXM |
| ----------------------------------------------------------------------- | ----------------------------- | ------------------ |
| Num                                                                     | Coureur                       | Pos                |
| 201                                                                     | Jonas Abrahamsen (NOR)        | 53e                |
| 202                                                                     | Jonas Iversby Hvideberg (NOR) | 96e                |
| 203                                                                     | Søren Wærenskjold (NOR)       | 1er                |
| 204                                                                     | Amund Grøndahl Jansen (NOR)   | 148e               |
| 205                                                                     | Erik Nordsæter Resell (NOR)   | 80e                |
| 206                                                                     | Anders Skaarseth (NOR)        | 86e                |
| 207                                                                     | Rasmus Tiller (NOR)           | 67e                |
| Directeur sportif : Gino Van Oudenhove, Leonard Snoeks, Max Emil Kørner |                               |                    |

| Q36.5 Pro Cycling Team Q36                    | Q36.5 Pro Cycling Team Q36 | Q36.5 Pro Cycling Team Q36 |
| --------------------------------------------- | -------------------------- | -------------------------- |
| Num                                           | Coureur                    | Pos                        |
| 211                                           | Tom Pidcock (GBR)          | 38e                        |
| 212                                           | Fabio Christen (SUI)       | 35e                        |
| 213                                           | Frederik Frison (BEL)      | AB                         |
| 214                                           | Kamil Małecki (POL)        | AB                         |
| 215                                           | Jannik Steimle (GER)       | 68e                        |
| 216                                           | Nicolò Parisini (ITA)      | AB                         |
| 217                                           | Nickolas Zukowsky (CAN)    | 142e                       |
| Directeur sportif : Piotr Wadecki, Jens Zemke |                            |                            |

| Team Flanders-Baloise TFB                          | Team Flanders-Baloise TFB | Team Flanders-Baloise TFB |
| -------------------------------------------------- | ------------------------- | ------------------------- |
| Num                                                | Coureur                   | Pos                       |
| 221                                                | Alex Colman (BEL)         | AB                        |
| 222                                                | Brem Deman (BEL)          | 144e                      |
| 223                                                | Siebe Deweirdt (BEL)      | 56e                       |
| 224                                                | Yentl Vandevelde (BEL)    | AB                        |
| 225                                                | Dylan Vandenstorme (BEL)  | 112e                      |
| 226                                                | Ward Vanhoof (BEL)        | 78e                       |
| 227                                                | Victor Vercouillie (BEL)  | 58e                       |
| Directeur sportif : Hans De Clercq, Andy Missotten |                           |                           |

| Tudor Pro Cycling Team TUD                        | Tudor Pro Cycling Team TUD | Tudor Pro Cycling Team TUD |
| ------------------------------------------------- | -------------------------- | -------------------------- |
| Num                                               | Coureur                    | Pos                        |
| 231                                               | Matteo Trentin (ITA)       | 12e                        |
| 232                                               | Robin Froidevaux (SUI)     | 133e                       |
| 233                                               | Marco Haller (AUT)         | 120e                       |
| 234                                               | Petr Kelemen (CZE)         | 145e                       |
| 235                                               | Fabian Lienhard (SUI)      | 117e                       |
| 236                                               | Marius Mayrhofer (GER)     | 128e                       |
| 237                                               | Rick Pluimers (NED)        | 24e                        |
| Directeur sportif : Morgan Lamoisson, Bart Leysen |                            |                            |

| Unibet Tietema Rockets RKT                    | Unibet Tietema Rockets RKT | Unibet Tietema Rockets RKT |
| --------------------------------------------- | -------------------------- | -------------------------- |
| Num                                           | Coureur                    | Pos                        |
| 241                                           | Hartthijs de Vries (NED)   | 36e                        |
| 242                                           | Owen Geleijn (NED)         | 101e                       |
| 243                                           | Axel Huens (FRA)           | 72e                        |
| 244                                           | Jelle Johannink (NED)      | 84e                        |
| 245                                           | Tomáš Kopecký (CZE)        | 94e                        |
| 246                                           | Lukáš Kubiš (SVK) (route)  | 6e                         |
| 247                                           | Abram Stockman (BEL)       | 79e                        |
| Directeur sportif : Sverre Vik, Rob Harmeling |                            |                            |

| Red Bull-Bora-Hansgrohe RBH                          | Red Bull-Bora-Hansgrohe RBH | Red Bull-Bora-Hansgrohe RBH |
| ---------------------------------------------------- | --------------------------- | --------------------------- |
| Num                                                  | Coureur                     | Pos                         |
| 1                                                    | Jan Tratnik (SLO)           | 59e                         |
| 2                                                    | Roger Adrià (ESP)           | 23e                         |
| 3                                                    | Ryan Mullen (IRL)           | AB                          |
| 4                                                    | Oier Lazkano (ESP)          | 126e                        |
| 5                                                    | Jordi Meeus (BEL)           | AB                          |
| 6                                                    | Mick van Dijke (NED)        | 26e                         |
| 7                                                    | Tim van Dijke (NED)         | 15e                         |
| Directeur sportif : Roger Hammond, Heinrich Haussler |                             |                             |

| Team Visma \| Lease a Bike TVL                        | Team Visma \| Lease a Bike TVL | Team Visma \| Lease a Bike TVL |
| ----------------------------------------------------- | ------------------------------ | ------------------------------ |
| Num                                                   | Coureur                        | Pos                            |
| 11                                                    | Wout van Aert (BEL)            | 11e                            |
| 12                                                    | Edoardo Affini (ITA)           | 151e                           |
| 13                                                    | Tiesj Benoot (BEL)             | 44e                            |
| 14                                                    | Matthew Brennan (GBR)          | 69e                            |
| 15                                                    | Victor Campenaerts (BEL)       | 132e                           |
| 16                                                    | Per Strand Hagenes (NOR)       | 124e                           |
| 17                                                    | Matteo Jorgenson (USA)         | 52e                            |
| Directeur sportif : Arthur van Dongen, Richard Plugge |                                |                                |

| Alpecin-Deceuninck ADC                                    | Alpecin-Deceuninck ADC  | Alpecin-Deceuninck ADC |
| --------------------------------------------------------- | ----------------------- | ---------------------- |
| Num                                                       | Coureur                 | Pos                    |
| 21                                                        | Jasper Philipsen (BEL)  | 3e                     |
| 22                                                        | Silvan Dillier (SUI)    | 103e                   |
| 23                                                        | Robbe Ghys (BEL)        | 134e                   |
| 24                                                        | Kaden Groves (AUS)      | 65e                    |
| 25                                                        | Xandro Meurisse (BEL)   | 63e                    |
| 26                                                        | Oscar Riesebeek (NED)   | 125e                   |
| 27                                                        | Gianni Vermeersch (BEL) | 49e                    |
| Directeur sportif : Christoph Roodhooft, Frederik Willems |                         |                        |

| Intermarché-Wanty IWA                            | Intermarché-Wanty IWA           | Intermarché-Wanty IWA |
| ------------------------------------------------ | ------------------------------- | --------------------- |
| Num                                              | Coureur                         | Pos                   |
| 31                                               | Arne Marit (BEL)                | 66e                   |
| 32                                               | Vito Braet (BEL)                | 34e                   |
| 33                                               | Luca Van Boven (BEL)            | 54e                   |
| 34                                               | Adrien Petit (FRA)              | AB                    |
| 35                                               | Laurenz Rex (BEL)               | 30e                   |
| 36                                               | Jonas Rutsch (GER)              | 41e                   |
| 37                                               | Roel van Sintmaartensdijk (NED) | AB                    |
| Directeur sportif : Dimitri Claeys, Aike Visbeek |                                 |                       |

| Soudal Quick-Step SOQ                            | Soudal Quick-Step SOQ   | Soudal Quick-Step SOQ |
| ------------------------------------------------ | ----------------------- | --------------------- |
| Num                                              | Coureur                 | Pos                   |
| 41                                               | Yves Lampaert (BEL)     | 51e                   |
| 42                                               | Pepijn Reinderink (NED) | 109e                  |
| 43                                               | Pascal Eenkhoorn (NED)  | 57e                   |
| 44                                               | Gil Gelders (BEL)       | 114e                  |
| 45                                               | Paul Magnier (FRA)      | 2e                    |
| 46                                               | Casper Pedersen (DEN)   | 35e                   |
| 47                                               | Dries Van Gestel (BEL)  | 64e                   |
| Directeur sportif : Iljo Keisse, Geert Van Bondt |                         |                       |

| Arkéa-B&B Hotels ARK                                  | Arkéa-B&B Hotels ARK   | Arkéa-B&B Hotels ARK |
| ----------------------------------------------------- | ---------------------- | -------------------- |
| Num                                                   | Coureur                | Pos                  |
| 51                                                    | Jenthe Biermans (BEL)  | 29e                  |
| 52                                                    | Amaury Capiot (BEL)    | 21e                  |
| 53                                                    | Donavan Grondin (FRA)  | AB                   |
| 54                                                    | Giosuè Epis (ITA)      | 97e                  |
| 55                                                    | Miles Scotson (AUS)    | 143e                 |
| 56                                                    | Florian Sénéchal (FRA) | 108e                 |
| 57                                                    | Pierre Thierry (FRA)   | 83e                  |
| Directeur sportif : Sébastien Hinault, Mickaël Leveau |                        |                      |

| Bahrain Victorious TBV                                                 | Bahrain Victorious TBV | Bahrain Victorious TBV |
| ---------------------------------------------------------------------- | ---------------------- | ---------------------- |
| Num                                                                    | Coureur                | Pos                    |
| 61                                                                     | Matej Mohorič (SLO)    | 150e                   |
| 62                                                                     | Roman Ermakov (RUS)    | 87e                    |
| 63                                                                     | Matevž Govekar (SLO)   | 152e                   |
| 64                                                                     | Kamil Gradek (POL)     | 113e                   |
| 65                                                                     | Andrea Pasqualon (ITA) | 74e                    |
| 66                                                                     | Robert Stannard (AUS)  | 102e                   |
| 67                                                                     | Fred Wright (GBR)      | 39e                    |
| Directeur sportif : Aart Vierhouten, Michał Gołaś, Vladimir Miholjević |                        |                        |

| Cofidis COF                          | Cofidis COF          | Cofidis COF |
| ------------------------------------ | -------------------- | ----------- |
| Num                                  | Coureur              | Pos         |
| 71                                   | Dylan Teuns (BEL)    | 45e         |
| 72                                   | Piet Allegaert (BEL) | 7e          |
| 73                                   | Bryan Coquard (FRA)  | 136e        |
| 74                                   | Aimé De Gendt (BEL)  | 127e        |
| 75                                   | Alexis Renard (FRA)  | 14e         |
| 76                                   | Ludovic Robeet (BEL) | 149e        |
| 77                                   | Nolann Mahoudo (FRA) | 139e        |
| Directeur sportif : Thierry Marichal |                      |             |

| Decathlon-AG2R La Mondiale DAT               | Decathlon-AG2R La Mondiale DAT | Decathlon-AG2R La Mondiale DAT |
| -------------------------------------------- | ------------------------------ | ------------------------------ |
| Num                                          | Coureur                        | Pos                            |
| 81                                           | Oliver Naesen (BEL)            | 22e                            |
| 82                                           | Stefan Bissegger (SUI)         | 25e                            |
| 83                                           | Dries De Bondt (BEL)           | 77e                            |
| 84                                           | Rasmus Søjberg (DEN)           | 13e                            |
| 85                                           | Stan Dewulf (BEL)              | 33e                            |
| 86                                           | Tord Gudmestad (NOR)           | 123e                           |
| 87                                           | Gianluca Pollefliet (BEL)      | 146e                           |
| Directeur sportif : Julien Jurdie, Luke Rowe |                                |                                |

| EF Education-EasyPost EFE                        | EF Education-EasyPost EFE | EF Education-EasyPost EFE |
| ------------------------------------------------ | ------------------------- | ------------------------- |
| Num                                              | Coureur                   | Pos                       |
| 91                                               | Kasper Asgreen (DEN)      | 40e                       |
| 92                                               | Vincenzo Albanese (ITA)   | 8e                        |
| 93                                               | Owain Doull (GBR)         | 92e                       |
| 94                                               | Mikkel Honoré (DEN)       | 62e                       |
| 95                                               | Madis Mihkels (EST)       | AB                        |
| 96                                               | Marijn van den Berg (NED) | 9e                        |
| 97                                               | Michael Valgren (DEN)     | 130e                      |
| Directeur sportif : Ken Vanmarcke, Andreas Klier |                           |                           |

| Groupama-FDJ GFC                                  | Groupama-FDJ GFC            | Groupama-FDJ GFC |
| ------------------------------------------------- | --------------------------- | ---------------- |
| Num                                               | Coureur                     | Pos              |
| 101                                               | Stefan Küng (SUI)           | 32e              |
| 102                                               | Lewis Askey (GBR)           | 10e              |
| 103                                               | Sven Erik Bystrøm (NOR)     | 75e              |
| 104                                               | Kevin Geniets (LUX) (route) | 37e              |
| 105                                               | Johan Jacobs (SUI)          | 141e             |
| 106                                               | Olivier Le Gac (FRA)        | 107e             |
| 107                                               | Clément Russo (FRA)         | 104e             |
| Directeur sportif : Frédéric Guesdon, Marc Madiot |                             |                  |

| Ineos Grenadiers IGD                              | Ineos Grenadiers IGD | Ineos Grenadiers IGD |
| ------------------------------------------------- | -------------------- | -------------------- |
| Num                                               | Coureur              | Pos                  |
| 111                                               | Bob Jungels (LUX)    | 119e                 |
| 112                                               | Kim Heiduk (GER)     | 116e                 |
| 113                                               | Artem Shmidt (USA)   | 98e                  |
| 114                                               | Connor Swift (GBR)   | 118e                 |
| 115                                               | Joshua Tarling (GBR) | 47e                  |
| 116                                               | Ben Turner (GBR)     | 121e                 |
| 117                                               | Samuel Watson (GBR)  | 5e                   |
| Directeur sportif : Ian Stannard, Christian Knees |                      |                      |

| Lidl-Trek LTK                                   | Lidl-Trek LTK             | Lidl-Trek LTK |
| ----------------------------------------------- | ------------------------- | ------------- |
| Num                                             | Coureur                   | Pos           |
| 121                                             | Jasper Stuyven (BEL)      | 48e           |
| 122                                             | Tim Declercq (BEL)        | 95e           |
| 123                                             | Daan Hoole (NED)          | 106e          |
| 124                                             | Edward Theuns (BEL)       | 122e          |
| 125                                             | Toms Skujiņš (LAT)        | 31e           |
| 126                                             | Mathias Vacek (CZE)       | 16e           |
| 127                                             | Tim Torn Teutenberg (GER) | 147e          |
| Directeur sportif : Michael Schär, Grégory Rast |                           |               |

| Movistar Team MOV                    | Movistar Team MOV         | Movistar Team MOV |
| ------------------------------------ | ------------------------- | ----------------- |
| Num                                  | Coureur                   | Pos               |
| 131                                  | Iván García Cortina (ESP) | 81e               |
| 132                                  | Orluis Aular (VEN)        | 111e              |
| 133                                  | Jon Barrenetxea (ESP)     | 82e               |
| 134                                  | Davide Cimolai (ITA)      | AB                |
| 135                                  | Lorenzo Milesi (ITA)      | AB                |
| 136                                  | Manlio Moro (ITA)         | 155e              |
| 137                                  | Mathias Norsgaard (DEN)   | 138e              |
| Directeur sportif : Jürgen Roelandts |                           |                   |

| Team Jayco AlUla JAY                               | Team Jayco AlUla JAY   | Team Jayco AlUla JAY |
| -------------------------------------------------- | ---------------------- | -------------------- |
| Num                                                | Coureur                | Pos                  |
| 141                                                | Robert Donaldson (GBR) | 89e                  |
| 142                                                | Anders Foldager (DEN)  | 90e                  |
| 143                                                | Jelte Krijnsen (NED)   | 73e                  |
| 144                                                | Kelland O'Brien (AUS)  | 80e                  |
| 145                                                | Elmar Reinders (NED)   | 27e                  |
| 146                                                | Campbell Stewart (NZL) | 153e                 |
| 147                                                | Jasha Sütterlin (GER)  | 154e                 |
| Directeur sportif : Mathew Hayman, Tristan Hoffman |                        |                      |

| Team Picnic-PostNL TPP                        | Team Picnic-PostNL TPP    | Team Picnic-PostNL TPP |
| --------------------------------------------- | ------------------------- | ---------------------- |
| Num                                           | Coureur                   | Pos                    |
| 151                                           | John Degenkolb (GER)      | 104e                   |
| 152                                           | Alexander Edmondson (AUS) | NP                     |
| 153                                           | Sean Flynn (GBR)          | 76e                    |
| 154                                           | Enzo Leijnse (NED)        | 61e                    |
| 155                                           | Tim Naberman (NED)        | AB                     |
| 156                                           | Patrick Eddy (AUS)        | AB                     |
| 157                                           | Julius van den Berg (NED) | 60e                    |
| Directeur sportif : Pim Ligthart, Rudie Kemna |                           |                        |

| UAE Team Emirates XRG UAD         | UAE Team Emirates XRG UAD      | UAE Team Emirates XRG UAD |
| --------------------------------- | ------------------------------ | ------------------------- |
| Num                               | Coureur                        | Pos                       |
| 161                               | Nils Politt (GER)              | 50e                       |
| 162                               | Mikkel Bjerg (DEN)             | 70e                       |
| 163                               | Rune Herregodts (BEL)          | 100e                      |
| 164                               | Jhonatan Narváez (ECU) (route) | 43e                       |
| 165                               | António Morgado (POR)          | 42e                       |
| 166                               | Florian Vermeersch (BEL)       | 140e                      |
| 167                               | Tim Wellens (BEL)              | 46e                       |
| Directeur sportif : Marco Marcato |                                |                           |

| XDS Astana Team XAT                                | XDS Astana Team XAT           | XDS Astana Team XAT |
| -------------------------------------------------- | ----------------------------- | ------------------- |
| Num                                                | Coureur                       | Pos                 |
| 171                                                | Davide Ballerini (ITA)        | 137e                |
| 172                                                | Alberto Bettiol (ITA) (route) | 115e                |
| 173                                                | Cees Bol (NED)                | 18e                 |
| 174                                                | Michele Gazzoli (ITA)         | 105e                |
| 175                                                | Alessandro Romele (ITA)       | 110e                |
| 176                                                | Ide Schelling (NED)           | 129e                |
| 177                                                | Mike Teunissen (NED)          | 19e                 |
| Directeur sportif : Lorenzo Lapage, Stefano Zanini |                               |                     |

| Israel-Premier Tech IPT                           | Israel-Premier Tech IPT | Israel-Premier Tech IPT |
| ------------------------------------------------- | ----------------------- | ----------------------- |
| Num                                               | Coureur                 | Pos                     |
| 181                                               | Joseph Blackmore (GBR)  | 93e                     |
| 182                                               | Guillaume Boivin (CAN)  | AB                      |
| 183                                               | Matîs Louvel (FRA)      | 28e                     |
| 184                                               | Riley Pickrell (CAN)    | AB                      |
| 185                                               | Riley Sheehan (USA)     | 99e                     |
| 186                                               | Jake Stewart (GBR)      | 20e                     |
| 187                                               | Tom Van Asbroeck (BEL)  | 71e                     |
| Directeur sportif : Eric Van Lancker, Steve Bauer |                         |                         |

| Lotto LTD                                    | Lotto LTD                   | Lotto LTD |
| -------------------------------------------- | --------------------------- | --------- |
| Num                                          | Coureur                     | Pos       |
| 191                                          | Arnaud De Lie (BEL) (route) | 85e       |
| 192                                          | Lionel Taminiaux (BEL)      | 135e      |
| 193                                          | Cédric Beullens (BEL)       | 91e       |
| 194                                          | Jasper De Buyst (BEL)       | 131e      |
| 195                                          | Sébastien Grignard (BEL)    | 88e       |
| 196                                          | Arjen Livyns (BEL)          | 17e       |
| 197                                          | Brent Van Moer (BEL)        | 4e        |
| Directeur sportif : Dirk Demol, Nikolas Maes |                             |           |

| Uno-X Mobility UXM                                                      | Uno-X Mobility UXM            | Uno-X Mobility UXM |
| ----------------------------------------------------------------------- | ----------------------------- | ------------------ |
| Num                                                                     | Coureur                       | Pos                |
| 201                                                                     | Jonas Abrahamsen (NOR)        | 53e                |
| 202                                                                     | Jonas Iversby Hvideberg (NOR) | 96e                |
| 203                                                                     | Søren Wærenskjold (NOR)       | 1er                |
| 204                                                                     | Amund Grøndahl Jansen (NOR)   | 148e               |
| 205                                                                     | Erik Nordsæter Resell (NOR)   | 80e                |
| 206                                                                     | Anders Skaarseth (NOR)        | 86e                |
| 207                                                                     | Rasmus Tiller (NOR)           | 67e                |
| Directeur sportif : Gino Van Oudenhove, Leonard Snoeks, Max Emil Kørner |                               |                    |

| Q36.5 Pro Cycling Team Q36                    | Q36.5 Pro Cycling Team Q36 | Q36.5 Pro Cycling Team Q36 |
| --------------------------------------------- | -------------------------- | -------------------------- |
| Num                                           | Coureur                    | Pos                        |
| 211                                           | Tom Pidcock (GBR)          | 38e                        |
| 212                                           | Fabio Christen (SUI)       | 35e                        |
| 213                                           | Frederik Frison (BEL)      | AB                         |
| 214                                           | Kamil Małecki (POL)        | AB                         |
| 215                                           | Jannik Steimle (GER)       | 68e                        |
| 216                                           | Nicolò Parisini (ITA)      | AB                         |
| 217                                           | Nickolas Zukowsky (CAN)    | 142e                       |
| Directeur sportif : Piotr Wadecki, Jens Zemke |                            |                            |

| Team Flanders-Baloise TFB                          | Team Flanders-Baloise TFB | Team Flanders-Baloise TFB |
| -------------------------------------------------- | ------------------------- | ------------------------- |
| Num                                                | Coureur                   | Pos                       |
| 221                                                | Alex Colman (BEL)         | AB                        |
| 222                                                | Brem Deman (BEL)          | 144e                      |
| 223                                                | Siebe Deweirdt (BEL)      | 56e                       |
| 224                                                | Yentl Vandevelde (BEL)    | AB                        |
| 225                                                | Dylan Vandenstorme (BEL)  | 112e                      |
| 226                                                | Ward Vanhoof (BEL)        | 78e                       |
| 227                                                | Victor Vercouillie (BEL)  | 58e                       |
| Directeur sportif : Hans De Clercq, Andy Missotten |                           |                           |

| Tudor Pro Cycling Team TUD                        | Tudor Pro Cycling Team TUD | Tudor Pro Cycling Team TUD |
| ------------------------------------------------- | -------------------------- | -------------------------- |
| Num                                               | Coureur                    | Pos                        |
| 231                                               | Matteo Trentin (ITA)       | 12e                        |
| 232                                               | Robin Froidevaux (SUI)     | 133e                       |
| 233                                               | Marco Haller (AUT)         | 120e                       |
| 234                                               | Petr Kelemen (CZE)         | 145e                       |
| 235                                               | Fabian Lienhard (SUI)      | 117e                       |
| 236                                               | Marius Mayrhofer (GER)     | 128e                       |
| 237                                               | Rick Pluimers (NED)        | 24e                        |
| Directeur sportif : Morgan Lamoisson, Bart Leysen |                            |                            |

| Unibet Tietema Rockets RKT                    | Unibet Tietema Rockets RKT | Unibet Tietema Rockets RKT |
| --------------------------------------------- | -------------------------- | -------------------------- |
| Num                                           | Coureur                    | Pos                        |
| 241                                           | Hartthijs de Vries (NED)   | 36e                        |
| 242                                           | Owen Geleijn (NED)         | 101e                       |
| 243                                           | Axel Huens (FRA)           | 72e                        |
| 244                                           | Jelle Johannink (NED)      | 84e                        |
| 245                                           | Tomáš Kopecký (CZE)        | 94e                        |
| 246                                           | Lukáš Kubiš (SVK) (route)  | 6e                         |
| 247                                           | Abram Stockman (BEL)       | 79e                        |
| Directeur sportif : Sverre Vik, Rob Harmeling |                            |                            |